# Apachesaurus
Apachesaurus is een geslacht van uitgestorven temnospondyle Batrachomorpha (basale 'amfibieën') uit het westen van Noord-Amerika.

## Naamgeving
In de Apache Canyon, Quay County, werd een schedel gevonden van een batrachomorf.
In 1993 benoemde Hunt de typesoort Apachesaurus gregorii. De geslachtsnaam verwijst naar de canyon. De soortaanduiding eert professor Joseph T. Gregory die zijn vondsten in 1980 toegewezen had aan een Anaschisma species nova.
Het holotype is UCMP 63845, een schedel. Talrijke andere specimina zijn toegewezen, voornamelijk losse botten.

## Beschrijving en taxonomie
Apachesaurus werd beschreven van de Redonda-formatie uit het Laat-Trias (Laat-Norien-Rhaetien) in het oosten van New Mexico als een klein, minuscuul geslacht van metoposauriden. De kleine langwerpige centra werden door Hunt (1993) gebruikt om de Apachesaurus als een kleine soort metoposauride te beschouwen. Echter, Gee et al. (2017, 2018) toonden aan dat centra waarnaar wordt verwezen naar Apachesaurus juvenielen zijn in plaats van kleine volwassenen, en concludeerden dat Apachesaurus-exemplaren juvenielen zijn, hoewel ze waarschuwden dat ze niet konden bepalen of dit een Anaschisma of een afzonderlijk taxon op zich is.